# نمس نحيل صومالي
نمس نحيل صومالي (Galerella ochracea) هو حيوان ثديي صغير يوجد في الصومال والمناطق المجاورة. إنهُ حيوان لاحم صغير القد أو متوسط القد، ويبلغ متوسط وزنه حوالي 0.6 كجم (1.3 رطل).